# Конюшина рівнинна
Конюшина рівнинна (Trifolium campestre). Місцеві назви — конюши́на лежа́ча, буркунець, пипики. Багаторічна рослина роду конюшина родини бобових.
Росте на сухих порушених луках, вздовж доріг, у посівах, на пісках. Одна з найкращих кормових трав.

## Поширення
- Африка
  - Макаронезія: Мадейра, Канарські острови
  - Північна Африка: Алжир (північ); Єгипет (північ); Лівія (північ); Марокко; Туніс
  - Субсахарська Африка: Джибуті; Ефіопія; Судан (північний схід)
- Азія
  - Аравійський півострів: Саудівська Аравія
  - Західна Азія: Афганістан (схід); Кіпр; Синайський півострів (Єгипет); Іран; Ірак; Ізраїль; Йорданія; Ліван; Сирія; Туреччина
  - Кавказ: Вірменія; Азербайджан; Грузія; Російська Федерація — Передкавказзя, Дагестан
  - Середня Азія: Туркменістан
- Європа
  - Північна Європа: Данія; Ірландія; Норвегія; Швеція; Об'єднане Королівство
  - Середня Європа: Австрія; Бельгія; Чехословаччина; Німеччина; Угорщина; Нідерланди; Польща; Швейцарія
  - Східна Європа: Білорусь, Естонія; Латвія; Литва; Молдова; Російська Федерація — європейська частина; Україна (вкл. Крим)
  - Південно-Східна Європа: Албанія; Болгарія; країни колишньої Югославії; Греція (вкл. Крит); Італія (вкл. Сардинія, Сицилія); Румунія
  - Південно-Західна Європа: Франція (вкл. Корсика); Португалія; Іспанія (вкл. Балеарські острови)

Підвид Trifolium campestre ssp. paphium зустрічається лише на Кіпрі.